# Goldberg (Alemanha)
Goldberg é uma cidade da Alemanha localizada no distrito de Ludwigslust-Parchim, estado de Mecklemburgo-Pomerânia Ocidental.
É membro e sede do Amt de Goldberg-Mildenitz.

## Galeria

Jungfernstraße
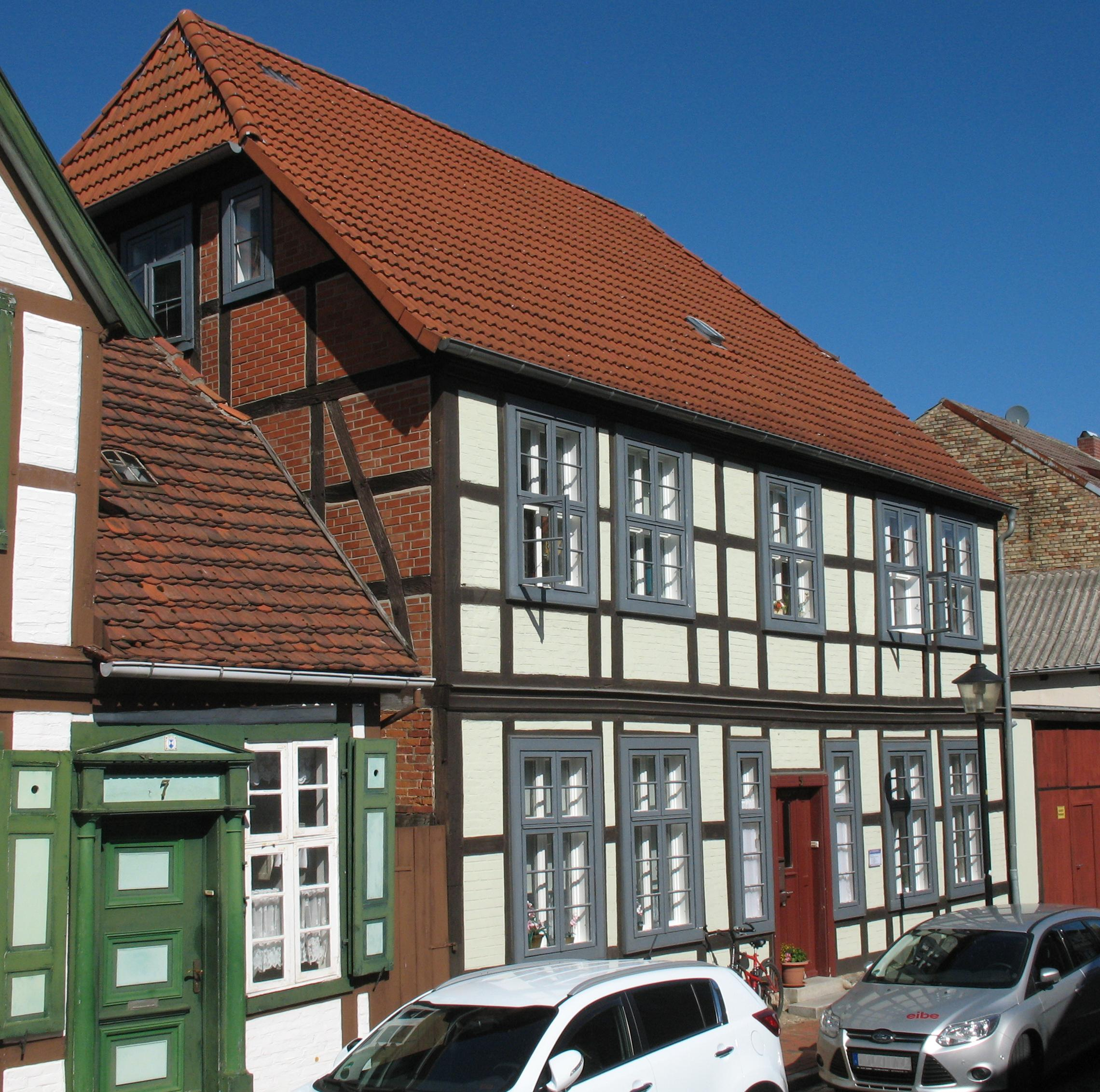
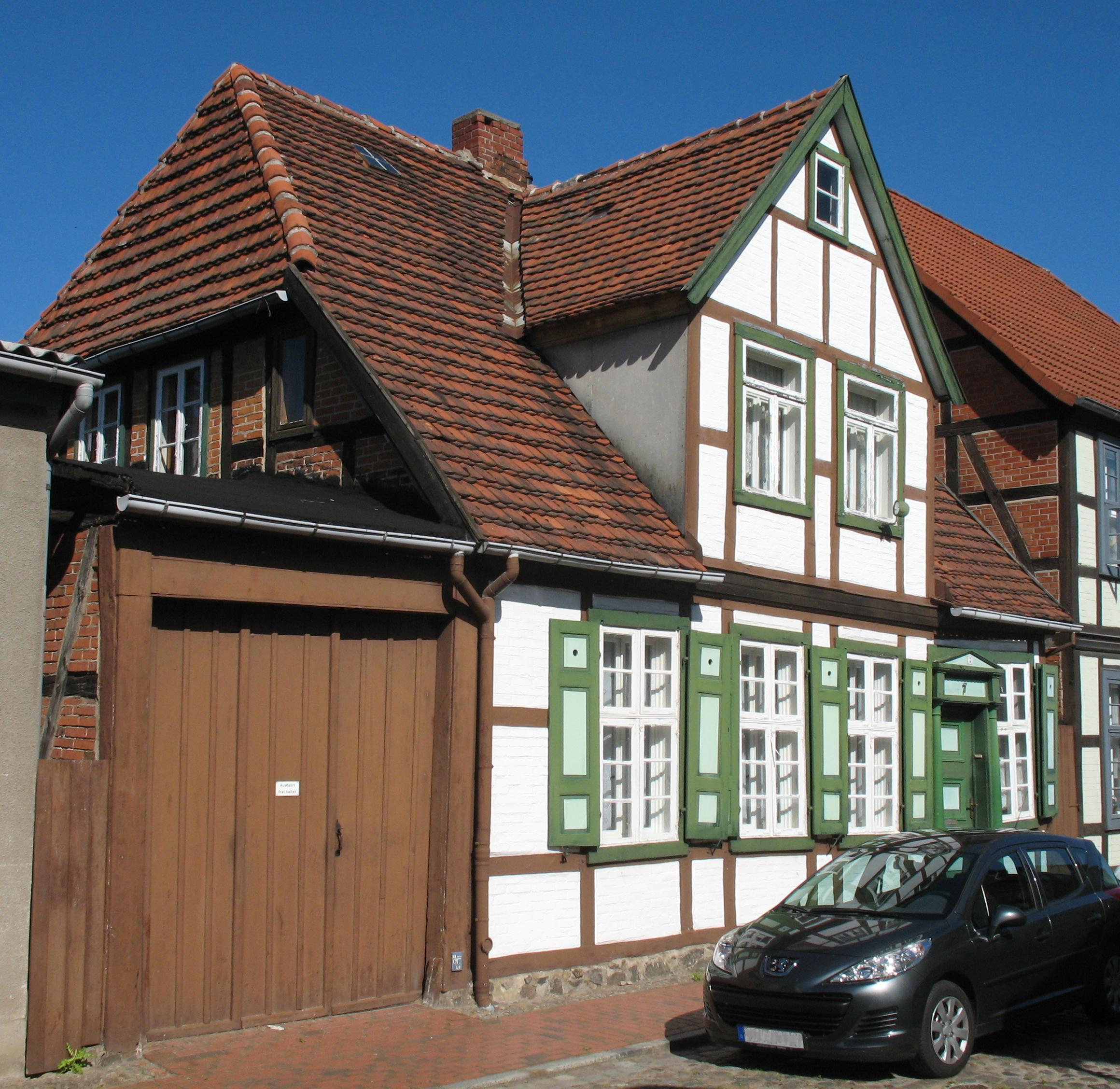
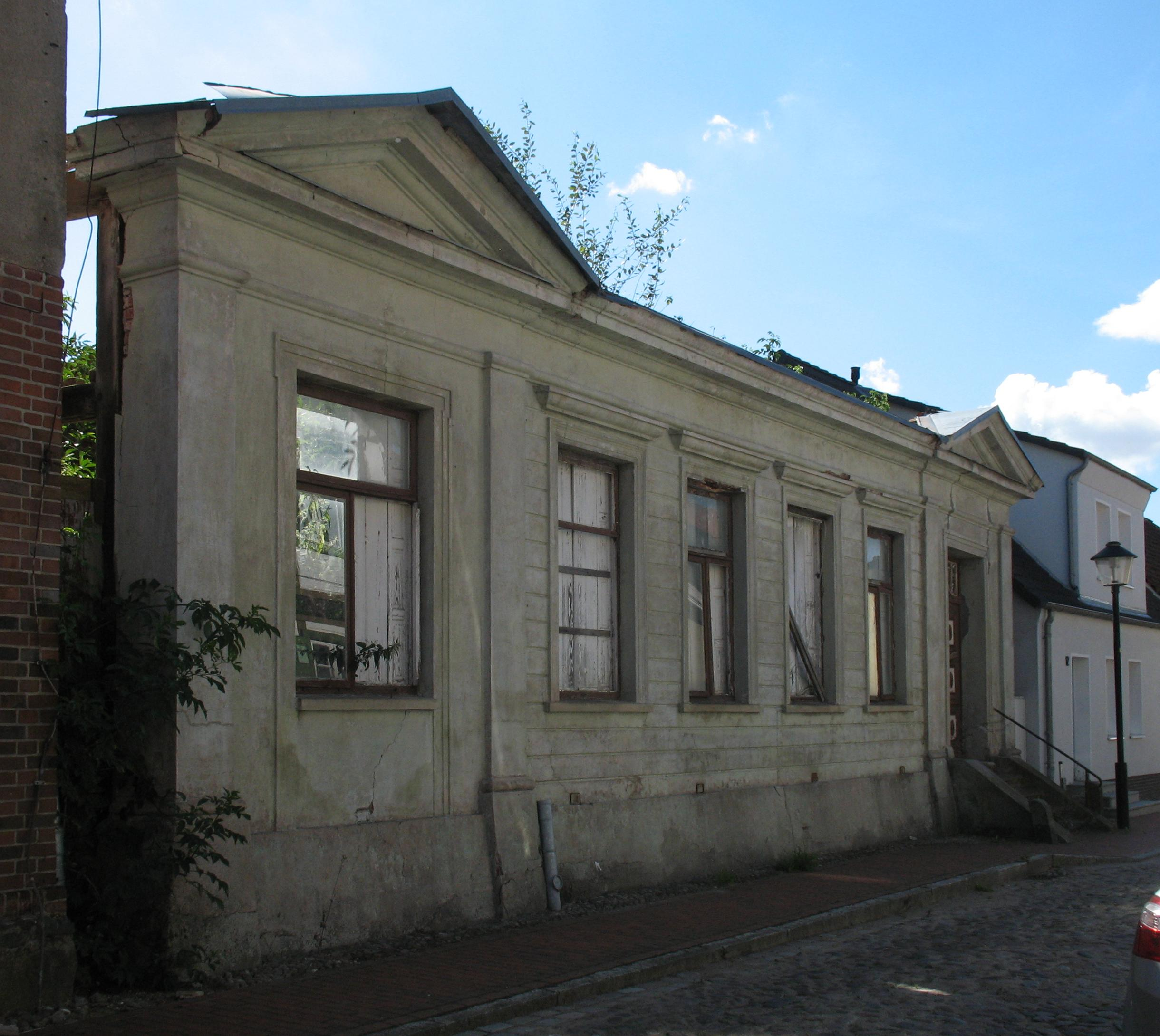
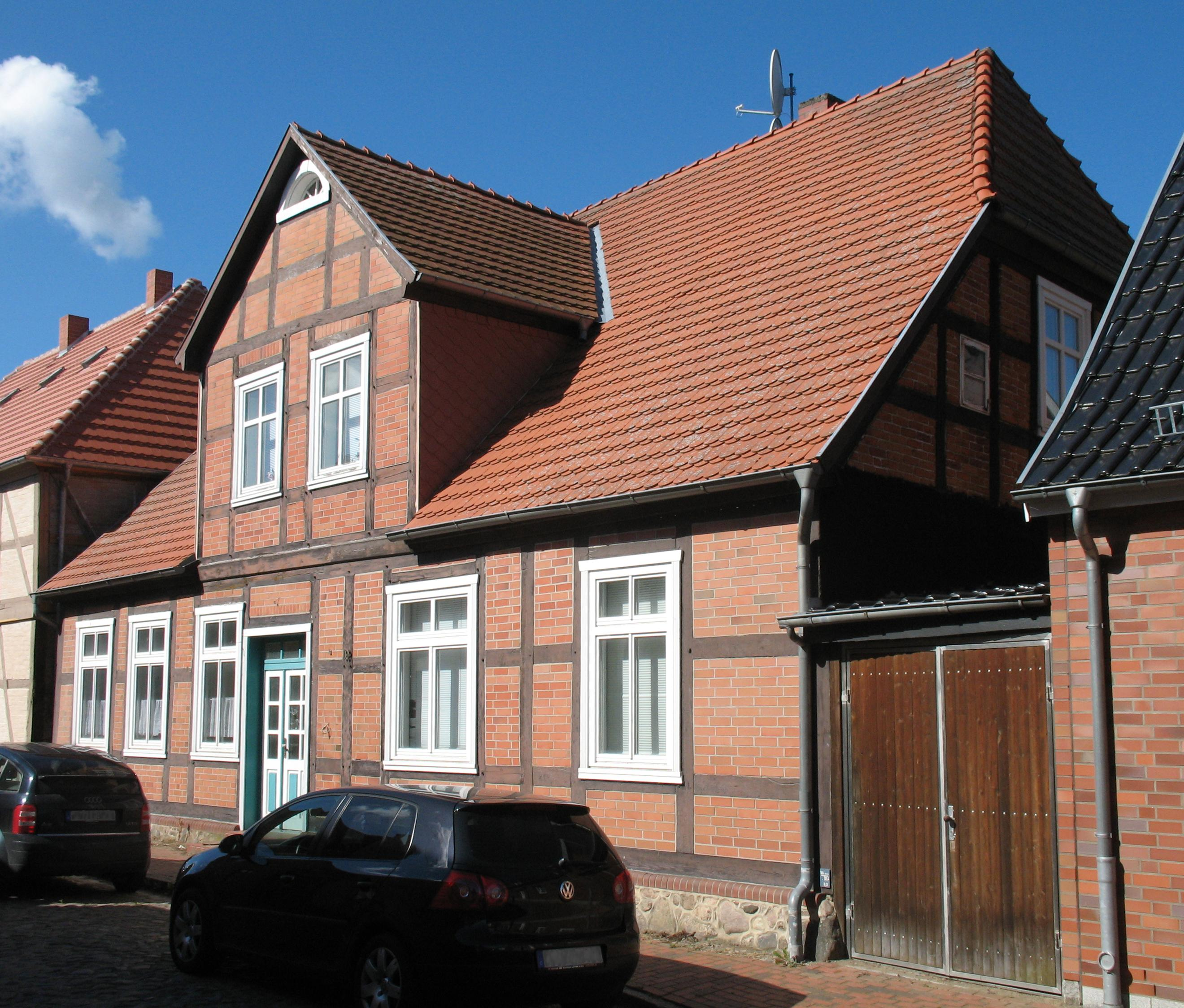
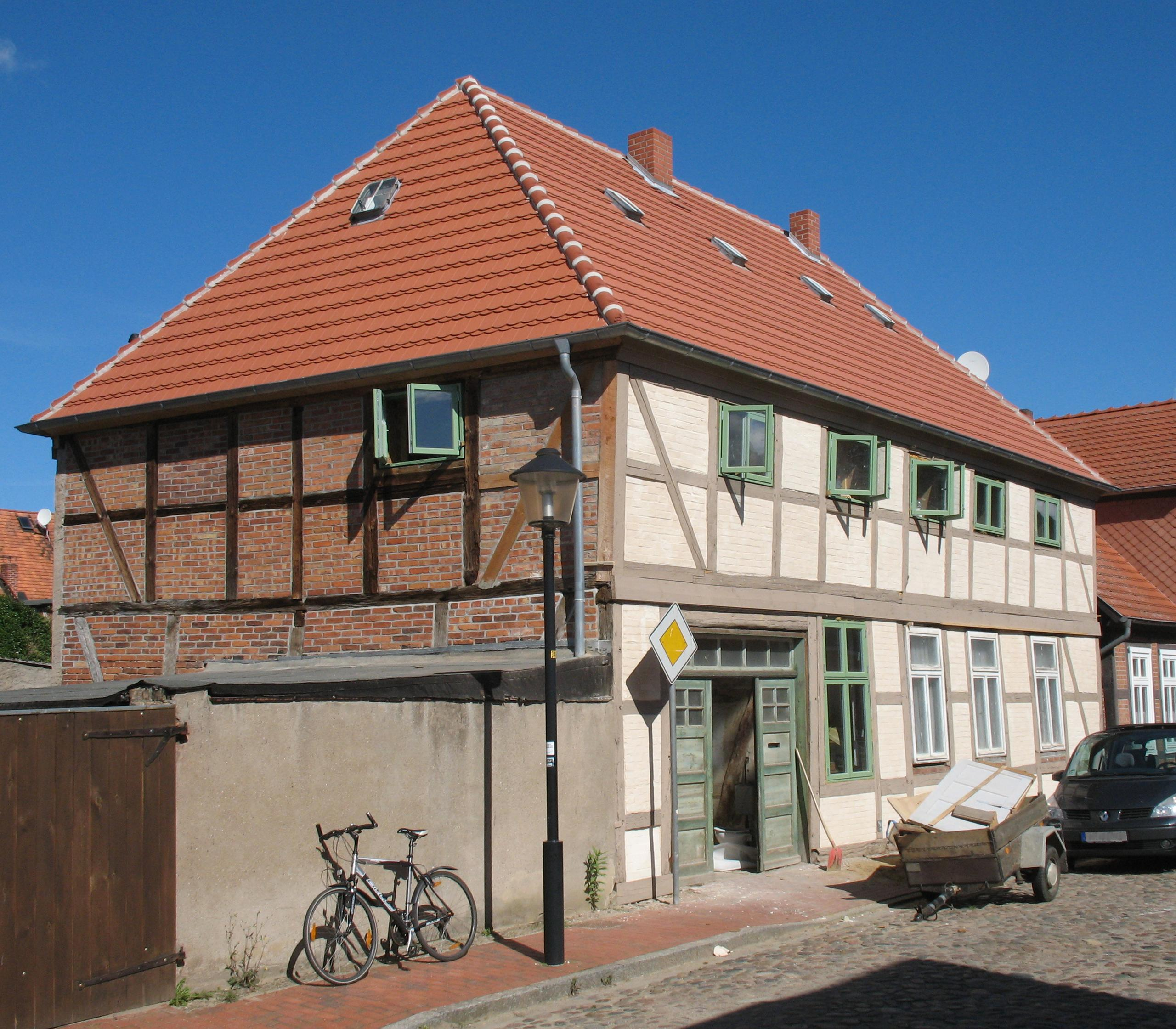
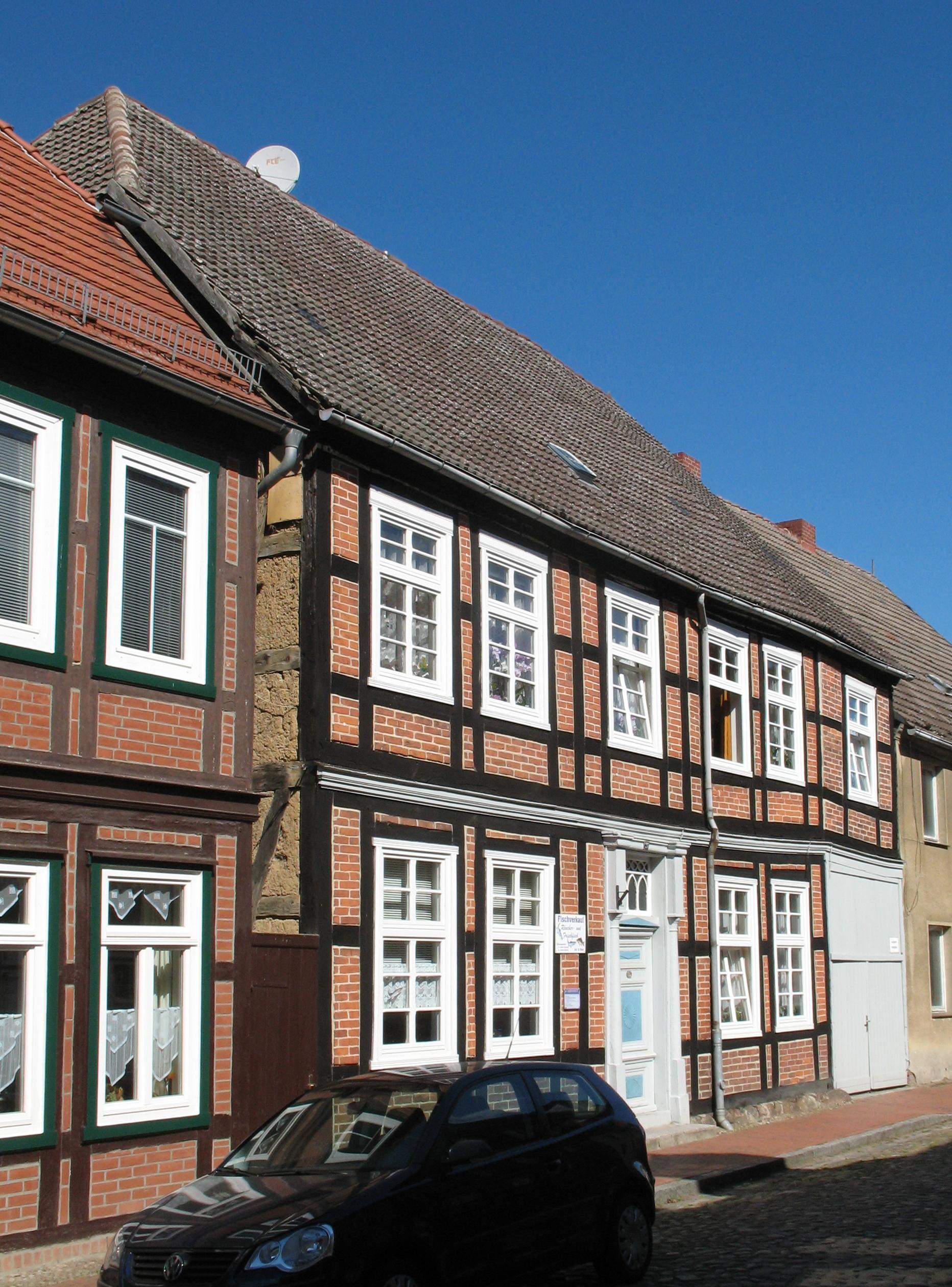
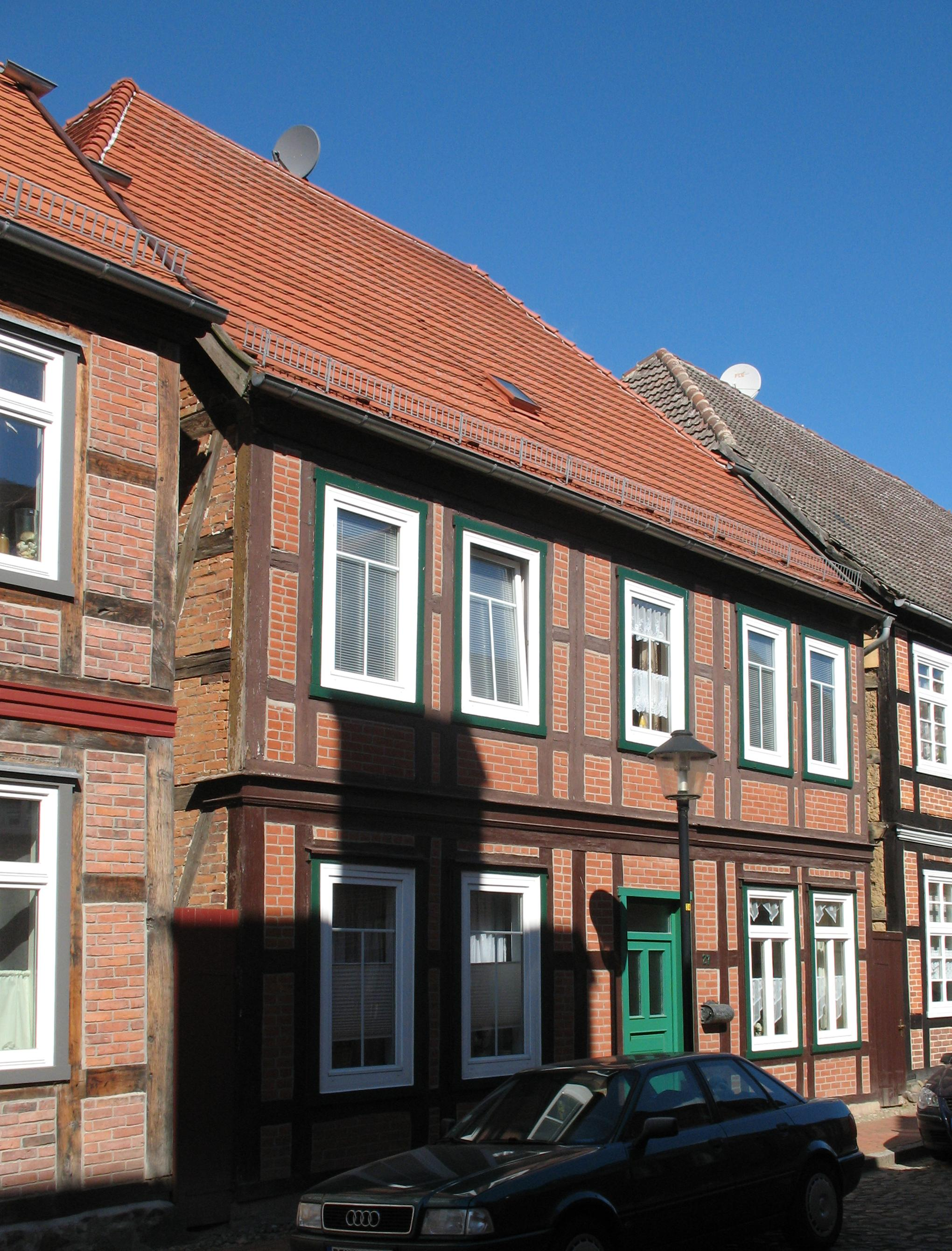